# Krietfeldsee

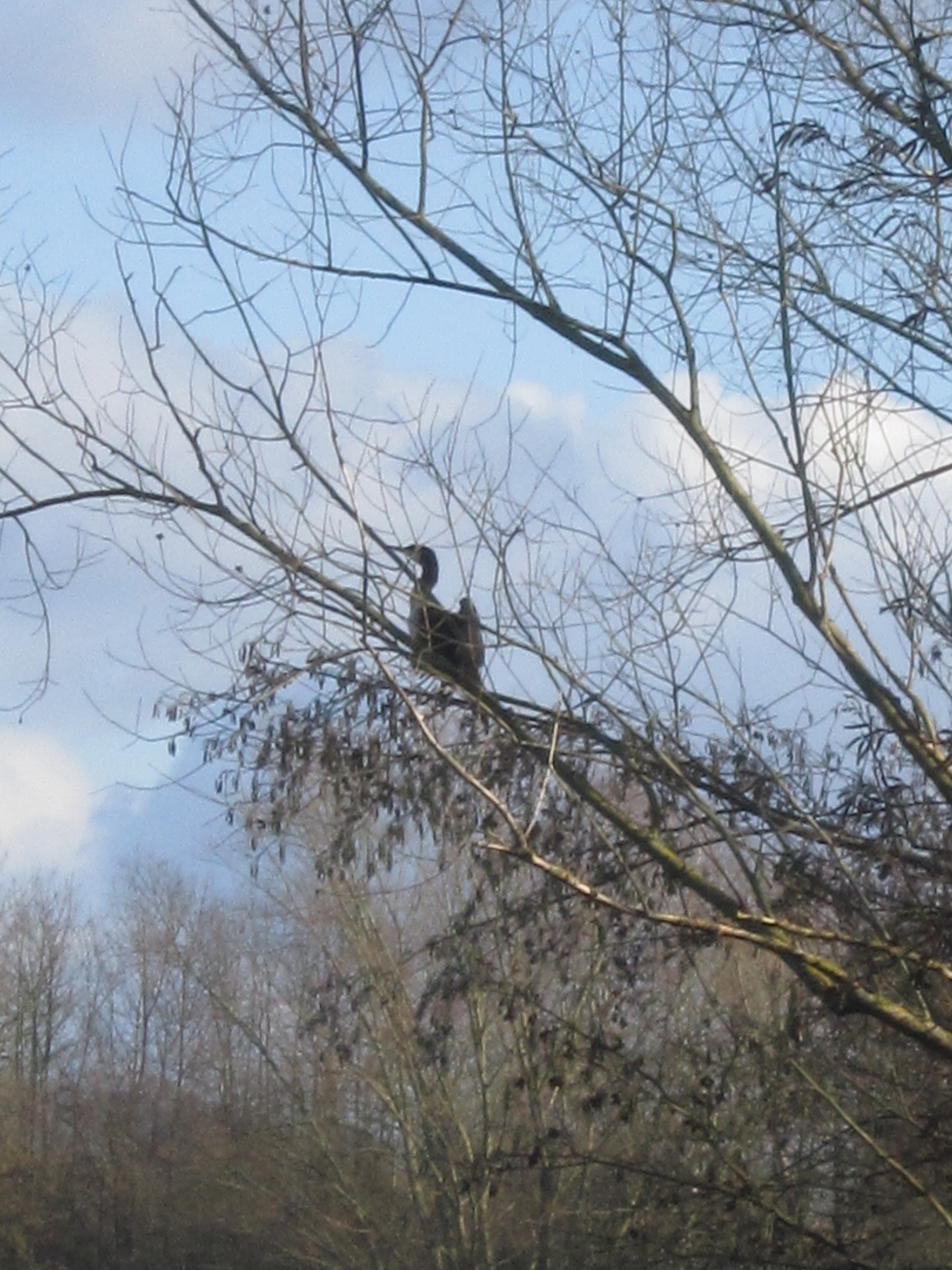
Kormoran am Krietfeldsee

Der Krietfeldsee ist ein durch Sandabbau entstandener See im Bad Salzufler Ortsteil Holzhausen im nordrhein-westfälischen Kreis Lippe.
Der etwas mehr als 13 Hektar große See liegt südlich des ebenfalls durch Sandabbau entstandenen Hartigsees. In der Mitte des Sees befindet sich eine etwa 1,3 Hektar große, rundlich geformte Insel. Westlich des Sees befindet sich der Lauf des Moddenbachs.

## Landschaftsschutzgebiet
Der See ist nach Rekultivierung der Uferbereiche Teil vom Landschaftsschutzgebiet Hartigsee. Das gesamte Schutzgebiet ist etwa 37 Hektar groß. Im Westen grenzt das Landschaftsschutzgebiet Moddenbach und im Norden und nordwestlich davon das Landschaftsschutzgebiet Beganiederung an das Schutzgebiet an.

## Nutzung
Der See wird als Angelgewässer vom Lippischen Fischereiverein 1886 e. V. genutzt. Die Hauptfischarten sind Aal, Barsch, Hecht und Zander. Das Baden im See ist verboten.